# Surfshark
Surfshark VPN 서비스는 사이버 보안 기업인 Surfshark에서 제공하는 디지털 개인 정보 보호 툴이다. 또한 데이터 유출 감지 시스템, 개인 검색 도구, 바이러스 백신, 자동 개인 데이터 제거 시스템을 제공하고 있다.
2021년에 Surfshark는 Nord Security와 합병했으며, 두 회사는 여전히 독립적으로 운영되고 있다.
Surfshark의 본사는 네덜란드에 위치하고 있으며 리투아니아, 폴란드, 독일에 사무실을 두고 있다.

## 역사
Surfshark는 2018년 iOS 기기를 위한 첫 VPN 애플리케이션을 소개하면서 시작되었다. 2018년, Surfshark의 브라우저 확장은 독일 사이버 보안 기업인 Cure53의 외부 감사를 받았다.
2019년에 Surfshark는 "Surfshark 경보"와 "Surfshark 검색"을 시작하고 첫 번째 디지털 삶의 질(DQL: Digital Quality of Life) 지수를 발표하며 연구 활동을 시작하였다.
이후 2019년 10월에 Surfshark는 독립적인 IT 보안 협회인 AV-TEST에서 승인을 받은 최초의 10개 VPN 패키지 중 하나가 되었다.
2020년에 Surfshark는 100% RAM 전용 서버 분야로 이동하여 WireGuard를 도입하고 소비자의 온라인 안전을 위한 옹호 단체인 VPN Trust Initiative의 창립 멤버가 되었다. 2020년 말에는 Surfshark는 CNN에 의해 2020년 최고의 VPN으로 선정된 바 있다.
2021년에 Surfshark는 Trusted Reviews Awards에 의해 최고의 VPN으로 선정되었다. 같은 해에 Surfshark는 "Surfshark Antivirus” & “Incogni.”를 출시했다. 또한 Surfshark는 PCMag Editors Choice 상을 수상했으며 Cure53의 외부 감사를 성공적으로 통과했다.
2021년 중반에 Surfshark는 인기 있는 NordVPN의 모회사인 Nord Security와의 합병에 돌입하였다. 합병은 2022년 초에 완료되었으며, 두 브랜드는 계속 독립적으로 운영되고 있다.
2022년 8월에 Surfshark는 인터넷 셧다운과 관련한 더 나은 리포팅 기술을 위해 디지털 권리 감시 단체 NetBlocks와 독점적으로 제휴했다.
이후 2022년에 Surfshark는 VPN 회사가 소비자의 개인 데이터를 5년 동안 저장하라는 CERT-In의 지침에 따라 인도에 위치해있던 서버를 폐쇄했다. 같은 해 Surfshark는 Surfshark Nexus를 출시했고, Nord Security는 유니콘 지위를 획득했으며, 리눅스 GUI를 출시했으며, 100개의 국가에 서버를 가지고 있으며, 2022년 CNET의 최고 VPN 리스트에 포함되었다.

## 기술
2019년 12월에 Surfshark는 Android용 GPS 스푸핑을 구현하여 사용자가 장치의 물리적 위치를 서버의 위치 중 하나로 변경하여 숨길 수 있도록 했다. 그 응용 프로그램에서 Surfshark는 IKEv2 및 OpenVPN 프로토콜을 사용한다. Surfshark 서버를 통해 전송되는 모든 데이터는 AES-256-GCM 암호화 표준을 사용하여 암호화된다. 같은 해, Surfshark는 “Surfshark Alert”와 “Surfshark Search”를 출시했다
2021년에 Surfshark는 "Surfshark Antivirus”와 "Incogni."를 출시했다. 같은 해에 Surfshark는 쿠키 팝업 차단기, 앱 내 알림 센터, 새로운 브라우저 확장, macOS 앱을 출시하고 서버를 10Gbps 대로 증강했다.
2022년 2월에 Surfshark는 Surfshark Nexus technology를 출시했다.
2022년 5월에 Surfshark는 Linux GUI를 발표하고, Surfshark 안티바이러스에 실시간 보호 기능을 추가했으며, VPN 앱에 일시 중지 기능을 추가했다.
2022년 8월에 Surfshark는 수동 WireGuard 연결 기능을 추가했다.

## 특징
Surfshark는 iOS, macOS, Android, Windows, Linux용 GUI를 갖춘 앱을 개발했다. Chrome, Firefox, Microsoft Edge용 브라우저 확장 기능이 있다. 또한 Surfshark는 라우터, 콘솔, TV에 대한 연결이 가능하다.
Surfshark는 익명의 지불 방법을 허용하고, 대역폭 제한이 없으며, RAM 전용 서버를 사용하며 엄격한 로그 금지 정책에 따라 운영된다. Surfshark는 VPN 서버에 안전하게 연결할 수 있는 OpenVPN, IKEv2, WireGuard 연결 프로토콜(앱 및 수동 설정용)을 제공한다.
다른 Surfshark VPN 서비스 기능으로는 Kill Switch, Pause VPN, Dynamic MultiHop(사용자 지정 가능한 이중 VPN), 난독화(Obfuscation), IP 로테이터, GPS 스푸핑, 스마트 DNS, 바이패스 장치(분할 터널링)가 있다.
또한 DNS 수준에서 광고를 차단하는 광고 및 악성 프로그램 방지 기능인 CleanWeb을 제공한다. 또한 Surfshark는 무제한 동시 연결을 허용한다.

## 연구
2020년에 Surfshark는 온라인 사용자의 디지털 삶의 질과 복지(Digital Quality of Life & wellbeing)를 평가하는 연구를 수행했다. 이 연구는 분기별로 업데이트되어 인터넷 경제성, 품질, 전자 인프라, 보안 및 정부를 기준으로 가장 성과가 좋은 국가를 선정한다.
DQL 연구 외에도, Surfshark는 전 세계 소셜 미디어 검열, 인터넷 종료 및 정부 감시를 조사한다. 인터넷 연결이 중단되거나 정부의 엄격한 감시가 인터넷 사용자의 개인 정보를 침해하는 즉시 해당 데이터가 추가된다.
수년 동안 Surfshark는 인터넷 규제, 글로벌 데이터 침해 또는 데이터 취약성에 대한 정보를 수집했다.

## 파트너
Surfshark는 2020년에 설립된 VPN Trust Initiative의 창립 멤버 중 하나이다. 모든 구성원은 VTI 원칙을 준수하여 구성원 기업들이 안전하고 신뢰할 수 있고, 사용자들에게 투명해야 한다.
2022년 8월, Surfshark는 인터넷 모니터링 조직인 NetBlocks와 협력했다. 이 파트너십은 조직의 비전과 공통 목표를 자연스럽게 조정하여 전 세계의 인터넷 중단 소식을 전파하고 더 많은 경로를 확보하기 위해 시작되었다.
Surfshark는 2022년에 디지털 권리와 자유를 수호하는 유럽 최대 네트워크인 EDRi에 가입했다. 같은 해, Surfshark는 강력한 암호화를 촉진하기 위해 GEC(글로벌 암호화 연합)에 가입했다.
또한 Surfshark는 Internet Society와 협력하여 보안 감시 기술에 대해 논의하기 위해 스플린터넷 및 EFF(전자 프런티어 재단)에 대한 인식을 확산시켰다.

## 수상 내역
- 2022년 	사이버 보안 혁신 	부문, 	올해의 	VPN 솔루션 	수상[28]
- 2022년 	10월, 	CNet편집자의 	초이스[29]
- 2022년 	브라질의 CanalTech, 	가장 	인기 있는 VPN 	서비스[30]
- 2022년 	폴란드의 	PC World 	검증 	상품[31]
- Surfshark 	안티바이러스 	블레틴 	인증[32]
- 2022년 	가을, 	SourceForge 카테고리 	리더[33]
- 2021년 	TechRadar 	잡지, 	가정용 	필수 앱[34]
- 2022년 	신뢰할 수 있는 	리뷰 베스트 VPN[35]
- 2021년 	사이버 보안 	부분 금상[36]